# Italian Crackdown
Con il nome di Italian Crackdown si indica gergalmente un'operazione di polizia condotta nel 1994 che consisté nella perquisizione  e il sequestro in contemporanea di circa duecento Bulletin board system in tutta Italia.
Nota anche come Fidobust e col nome in codice dell'indagine, Hardware 1, fu parte di un'inchiesta giudiziaria nata a seguito dell'allora recente approvazione della legge sui crimini informatici.
L'operazione ebbe una vasta eco sulla stampa italiana e sui canali informatici di tutto il mondo che denunciarono pesanti abusi dell'autorità giudiziaria, specie alla luce del fatto che successive indagini dimostrarono la sostanziale estraneità, delle BBS oggetto di sequestro, alle accuse di diffusione di software pirata e di altre violazioni di copyright.

## Storia

### Le operazioni
Nel 1993 la Procura della Repubblica di Torino avviò delle indagini sulla pirateria informatica.
L'analisi dei tabulati SIP di un point della BBS della rete Fidonet diede modo al magistrato di rilevare presunte irregolarità nelle telefonate per lo scambio di informazioni, tanto da far sospettare l'esistenza di un'associazione a delinquere tra i componenti della rete Fidonet per la distribuzione di software pirata. In quel periodo, in Italia, c'erano circa 300 BBS collegate.
L'11 maggio 1994 perquisizioni e sequestri della Guardia di Finanza interessarono numerosi SysOp Fidonet. Il 16 maggio il magistrato Gaetano Savoldelli Pedrocchi della Procura di Pesaro firmò un altro centinaio di mandati di perquisizione. Le accuse furono di associazione a delinquere, contrabbando, duplicazione di software, violazione di sistemi informatici terzi.
Dopo questo episodio la rete FidoNet fu decimata poiché diverse BBS non aprirono più.

### Le indagini
Le indagini portarono subito alla certezza che la rete Fidonet non era utilizzata per lo scambio di software pirata.
Tuttavia, una BBS Fidonet era effettivamente ospitata all'interno di un circolo frequentato da pirati informatici (che sponsorizzavano l'attività di questa BBS); il magistrato controllava da tempo con metodi tradizionali l'attività di questo circolo (da un furgone in sosta), ed accortosi che parte delle attività illecite era effettuata utilizzando una linea telefonica (con cui i pirati si scambiavano software da rivendere, in particolare Autocad) e che si trattava della stessa linea utilizzata dalla BBS, prese a tracciare il traffico di tale linea mappando di fatto la rete Fidonet. I gestori del circolo patteggiarono poi la pena, mentre il gestore della BBS Fidonet al suo interno si difese nel processo risultando infine innocente. Le BBS pirata (al tempo in Italia se ne contavano una ventina sparse su tutto il territorio nazionale, con prevalenza al Nord) non erano collegate tra loro anche se i rispettivi SysOp si conoscevano molto bene, quantomeno telematicamente. Un fattore che permise alle BBS pirata di non essere perseguite, tranne alcune eccezioni, fu certamente la loro minore visibilità rispetto alla rete FidoNet e alle modalità di accesso più complicate: essere utente di una BBS pirata, infatti, prevedeva l'essere invitati da un altro utente.